# 泰丰街道
泰丰街道，是中华人民共和国湖北省潜江市下辖的一个乡镇级行政单位。

## 行政区划
泰丰街道下辖以下地区：
棉原社区、小南门社区、太丰垸村、青龙沟村、南河村、园艺村、蔡湖村、莫市村、白窑村、勤俭村、黄垸村、洪庙村、护城村、葛柘村和解放村。